# Danh sách cờ Nhật Bản
Đây là một danh sách các lá cờ của Nhật Bản trong quá khứ và hiện đại. Trong lịch sử, mỗi daimyō đều có một lá cờ riêng. (Xem sashimono và uma-jirushi.)

## Quốc kỳ
| Cờ | Niên đại                                  | Sử dụng                                                                    | Mô tả |
| -- | ----------------------------------------- | -------------------------------------------------------------------------- | --- |
|    | 27 tháng 2 năm 1870 – 12 tháng 8 năm 1999 | Cờ dân sự, chính phủ và hiệu kỳ của Đế quốc Nhật Bản và Quốc gia Nhật Bản. | Tỉ lệ cờ 7:10. Đĩa màu được di chuyển 1% về phía cán cờ (trái). Lá cờ này được thiết kế theo Tuyên bố số 57, 1870.                      |
|    | 13 tháng 8 năm 1999 – nay                 | Cờ dân sự, chính phủ và hiệu kỳ của Quốc gia Nhật Bản.                     | Tỉ lệ cờ 2:3. Lá cờ này được thiết kế theo Tuyên bố số 127, 1999. Đĩa mặt trời được đặt ngay chính giữa và là một khối màu đỏ sáng hơn. |

## Hiệu kỳ hoàng gia
| Cờ | Niên đại   | Sử dụng                                                                | Mô tả                                                                             |
| -- | ---------- | ---------------------------------------------------------------------- | --------------------------------------------------------------------------------- |
|    | 1868 – nay | Hiệu kỳ hoàng gia cho Thiên hoàng                                      | Hoa cúc 16 cánh, màu vàng, trung tâm trên nền đỏ                                  |
|    | 1926 – nay | Hiệu kỳ hoàng gia cho quan nhiếp chính                                 | Tương tự như hiệu kỳ của Thiên hoàng, nhưng với một đường viền trắng              |
|    | 1926 – nay | Hiệu kỳ hoàng gia cho Hoàng hậu, Hoàng thái hậu và Thái hoàng thái hậu | Một phiên bản cờ đuôi nheo của Hiệu kỳ hoàng gia                                  |
|    | 1926 – nay | Hiệu kỳ hoàng gia cho Thái tử và con trai                              | Tương tự như hiệu kỳ của Thiên hoàng, nhưng với một viền bờ (orle)                |
|    | 1926 – nay | Hiệu kỳ hoàng gia cho Thái tử/Thái tử phi và vợ của con trai Thái tử   | Một phiên bản cờ đuôi nheo của Hiệu kỳ cho Thái tử và con trai                    |
|    | 1926 – nay | Hiệu kỳ hoàng gia cho các thành viên khác của Hoàng gia                | Một hoa cúc 16 cánh màu vàng đặt ở trung tâm trên nền trắng với đường viền màu đỏ |

## Cờ chính phủ
| Cờ | Niên đại  | Sử dụng                                     | Mô tả |
| -- | --------- | ------------------------------------------- | --- |
|    | 1872–1887 | Hiệu kỳ của Tổng công ty Bưu chính Nhật Bản | Hinomaru với thanh ngang màu đỏ được đặt ở giữa cờ. Bao quanh đĩa tròn đỏ là vành mỏng màu trắng                |
|    | 1887–nay  | Hiệu kỳ của Tổng công ty Bưu chính Nhật Bản | Biểu tượng bưu chính 〒 màu đỏ trên nền trắng.                                                                  |
|    | 1892–nay  | Hiệu kỳ của Hải quan Nhật Bản               | Màu trắng đại diện cho đất, màu xanh đại diện cho biển, và đĩa màu đỏ đại diện cho hải quan trên một biên giới. |
|    | 1995–2020 | Cờ của NHK                                  | Nền trắng và logo NHK.                                                                                          |
|    | 2020–nay  | Cờ của NHK                                  | Nền trắng và logo NHK.                                                                                          |

## Cờ quân sự

### Lực lượng Phòng vệ và Lục quân/Hải quân Đế quốc
| Cờ | Niên đại         | Sử dụng                                                                               | Mô tả |
| -- | ---------------- | ------------------------------------------------------------------------------------- | --- |
|    | 1954 – nay       | Cờ của Lực lượng Phòng vệ Mặt đất Nhật Bản                                            | Thiết kế đĩa mặt trời với 8 tia đỏ mở rộng ra ngoài, và một đường viền vàng bao một phần quanh cạnh.                              |
|    | 1889–1945        | Hiệu kỳ của Hải quân Đế quốc Nhật Bản                                                 | Đĩa mặt trời với 16 tia trên một vùng màu trắng, với đĩa chạy về phía cán cờ, màu đỏ nhạt                                         |
|    | 1954 – nay       | Hiệu kỳ của Lực lượng Phòng vệ Biển Nhật Bản                                          | Đĩa mặt trời với 16 tia trên một vùng màu trắng, với đĩa chạy về phía cán cờ, đậm so với hiệu kỳ của Hải quân Đế quốc Nhật Bản    |
|    | 1955–1957        | Hiệu kỳ trong quá khứ của Lực lượng Phòng vệ Trên không Nhật Bản                      | Sử dụng từ 1955 tới 1957. |
|    | 1957–1972        | Hiệu kỳ trong quá khứ của Lực lượng Phòng vệ Trên không Nhật Bản                      | Sử dụng từ 1957 tới 1972. |
|    | 1972–2001        | Hiệu kỳ trong quá khứ của Lực lượng Phòng vệ Trên không Nhật Bản                      | Sử dụng từ 1972 tới 2001. |
|    | 2001 – nay       | Hiệu kỳ của Lực lượng Phòng vệ Trên không Nhật Bản                                    | Hiệu kỳ hiện tại, sử dụng từ 2001.                                                                                                |
|    | 1972 – nay       | Hiệu kỳ của Thủ tướng Nhật Bản                                                        | Năm cánh hoa anh đào trên nền màu tía                                                                                             |
|    | 1972 – nay       | Hiệu kỳ hải quân của Thủ tướng Nhật Bản                                               | Năm cánh hoa anh đào trên nền màu tía                                                                                             |
|    | 1972 – nay       | Hiệu kỳ của Bộ trưởng Bộ Phòng vệ Nhật Bản                                            | Năm cánh hoa anh đào trên nền màu đỏ sậm                                                                                          |
|    | 1972 – nay       | Hiệu kỳ hải quân của Bộ trưởng Bộ Phòng vệ Nhật Bản                                   | Năm cánh hoa anh đào trên nền màu đỏ sậm                                                                                          |
|    | 1972 – nay       | Hiệu kỳ của Thứ trưởng Bộ Phòng vệ Nhật Bản                                           | Bốn cánh hoa anh đào trên nền màu đỏ sậm                                                                                          |
|    | 1972 – nay       | Hiệu kỳ hải quân của Thứ trưởng Bộ Phòng vệ Nhật Bản                                  | Bốn cánh hoa anh đào trên nền màu đỏ sậm                                                                                          |
|    |                  | Hiệu kỳ của Chánh văn phòng Bộ Tổng Tham mưu                                          | |
|    |                  | Hiệu kỳ của Tổng Tham mưu trưởng Lực lượng Phòng vệ Mặt đất Nhật Bản                  | |
|    |                  | Hiệu kỳ của Tổng Tham mưu trưởng Lực lượng Phòng vệ Biển Nhật Bản                     | |
|    | 1982–            | Hiệu kỳ của Tổng Tham mưu trưởng Lực lượng Phòng vệ Trên không Nhật Bản               | |
|    | 1965–            | Hiệu kỳ của phó đô đốc của Lực lượng Phòng vệ Biển Nhật Bản                           | |
|    | 1965–            | Hiệu kỳ của hậu đô đốc của Lực lượng Phòng vệ Biển Nhật Bản                           | |
|    | 1965–            | Hiệu kỳ của thiếu tướng hải quân của Lực lượng Phòng vệ Biển Nhật Bản                 | |
|    | 1965–            | Hiệu kỳ của sĩ quan chỉ huy của Lực lượng Phòng vệ Biển Nhật Bản                      | |
|    | 1965–            | Hiệu kỳ của đại uý cấp cao của Lực lượng Phòng vệ Biển Nhật Bản                       | |
|    | 1905–1945, 2011– | "Cờ chữ Z", hiệu kỳ hải quân không chính thức                                         | Xuất phát từ cờ báo hiệu hàng hải quốc tế "Z." Xuất xứ nổi tiếng nhờ sử dụng nó để báo hiệu sự mở đầu của trận Hải chiến Tsushima |
|    |                  | Cờ của tổng tham mưu trưởng lực lượng hỗn hợp của Lực lượng Phòng vệ Mặt đất Nhật Bản | |
|    | 1972–            | Cờ của tiểu đoàn bộ binh của Lực lượng Phòng vệ Mặt đất Nhật Bản                      | |
|    | 1982–            | Cờ của Bộ Tư lệnh phòng không của Lực lượng Phòng vệ Trên không Nhật Bản              | |
|    | 1870–1945        | Quân kỳ của Lục quân Đế quốc Nhật Bản                                                 | Đĩa mặt trời ở trung tâm với 16 tia trên một vùng màu trắng                                                                       |
|    | 1889–1945        | Hiệu kỳ của đô đốc Hải quân Đế quốc Nhật Bản                                          | |
|    | 1914–1945        | Hiệu kỳ của phó đô đốc Hải quân Đế quốc Nhật Bản                                      | |
|    | 1914–1945        | Hiệu kỳ của hậu đô đốc Hải quân Đế quốc Nhật Bản                                      | |
|    | 1914–1945        | Hiệu kỳ của thiếu tướng hải quân Hải quân Đế quốc Nhật Bản                            | |
|    | –1945            | Hiệu kỳ của sĩ quan chỉ huy Hải quân Đế quốc Nhật Bản                                 | |
|    | –1945            | Hiệu kỳ của đại úy cấp cao Hải quân Đế quốc Nhật Bản                                  | |
|    | –1945            | Hiệu kỳ của tàu chuyên dụng của Hải quân Đế quốc Nhật Bản                             | |

### Lực lượng Bảo vệ bờ biển Nhật Bản
| Cờ | Niên đại | Sử dụng                                                                        | Mô tả                                                 |
| -- | -------- | ------------------------------------------------------------------------------ | ----------------------------------------------------- |
|    | 1951–    | Hiệu kỳ của Lực lượng Bảo vệ bờ biển Nhật Bản                                  | Biểu tượng tượng trưng cho la bàn của người thủy thủ. |
|    | 1951–    | Hiệu kỳ cho Bộ trưởng Bộ Đất đai, Cơ sở hạ tầng, Giao thông vận tải và Du lịch |                                                       |
|    | 1951–    | Hiệu kỳ cho Sĩ quan Chỉ huy Lực lượng Bảo vệ bờ biển Nhật Bản                  |                                                       |
|    | 1951–    | Hiệu kỳ cho Chỉ huy Trụ sở Lực lượng Bảo vệ bờ biển Nội địa                    |                                                       |
|    | 1951–    | Cờ của Chỉ huy                                                                 |                                                       |

## Cờ trong quá khứ
| Cờ | Niên đại  | Sử dụng                                                  | Mô tả                                                              |
| -- | --------- | -------------------------------------------------------- | ------------------------------------------------------------------ |
|    | Thế kỷ 19 | Cờ của Mạc phủ Tokugawa                                  | Cờ trắng với dải dọc màu đen ở giữa                                |
|    | 1905–1910 | Cờ của Toàn quyền Triều Tiên                             | Một hiệu kỳ xanh lam với Hinomaru ở phía trên bên trái gần cán cờ  |
|    | 1945–1952 | Cờ dân sự & hải quân trong giai đoạn chiếm đóng Nhật Bản | Cờ báo hiệu hàng hải quốc tế "E" được cắt hình đuôi én tại nửa bay |
|    | 1952–1967 | Cờ dân sự trong giai đoạn chiếm đóng Okinawa             | Xuất phát từ cờ báo hiệu hàng hải quốc tế "D"                      |

## Nhóm thiểu số
| Cờ | Niên đại    | Sử dụng                                                          | Mô tả |
| -- | ----------- | ---------------------------------------------------------------- | --- |
|    | 1973–       | Cờ không chính thức của người Ainu                               | Thiết kế bởi nghệ sĩ người Ainu Bikki Sunazawa. Màu xanh thiên thanh đại diện cho bầu trời và biển, màu trắng với tuyết và màu đỏ cho một mũi tên hình cây phụ tử đang chạy trong tuyết dưới bầu trời Hokkaidō. |
|    | (1996)1994- | Cờ của Mindan                                                    | Cờ của Mindan, một tổ chức thân Hàn của người Triều Tiên ở Nhật Bản. Bông hoa màu hồng xung quanh taegeuk là một bông hibiscus syriacus, quốc hoa của Hàn Quốc. Tên chính thức của tổ chức xã hội (Zainihon Daikanminkoku Mindan) được viết bằng kanji màu trắng, và tên viết tắt (Mindan) được viết bằng hangul màu vàng. Vùng màu xanh của lá cờ là bầu trời và biển trong vắt. |
|    | 1923–1945   | Cờ của Hiệp hội Bình đẳng Quốc gia / Liên đoàn Giải phóng Buraku | Cờ của Hiệp hội Bình đẳng Quốc gia (National Levelers Association), một hội nhóm đấu tranh cho quyền của burakumin, và Liên đoàn Giải phóng Buraku (Buraku Liberation League), hội nhóm kế tục NLA. Được đặt theo cờ Vương miện Gai (荊冠旗 Keikanki). Màu đen đại diện cho một xã hội đen tối với sự phân biệt. Màu đỏ tượng trưng cho máu.                                      |
|    | 1945-       | Cờ của Liên đoàn Giải phóng Buraku                               | Cờ hiện nay của Liên đoàn Giải phóng Buraku, với một ngôi sao trắng đại diện cho hy vọng. |

## Cờ văn hoá
| Cờ | Niên đại | Sử dụng             | Mô tả |
| -- | -------- | ------------------- | --- |
|    | 1919–    | Cờ an toàn          | Được đặt tên là Chữ thập Xanh (緑十字 Midori-jūji). Thiết kế bởi Gamō Toshifumi như biểu tượng của chiến dịch "Tuần lễ an toàn" của chính phủ. Chữ thập đại diện cho chủ nghĩa từ thiện theo ý nghĩa phương Tây, và nơi mà những hành động tốt được thu thập theo ý nghĩa phương Đông. JIS Z9103-1986 chỉ định biểu tượng này là dấu hiệu an toàn. |
|    | 1953–    | Cờ y tế công nghiệp | Thông báo của Cục Tiêu chuẩn Lao động, Bộ Lao động Nhật Bản (hiện tại là Bộ Y tế, Lao động và Phúc lợi), thông qua đăng ký công khai. |
|    | 1965–    | Cờ an toàn và y tế  | Được thiết kế bởi Hiệp hội An toàn và Sức khoẻ Công nghiệp Nhật Bản. Ba lá cờ này thường xuyên được cắm trên các nhà máy hoặc các địa điểm xây dựng. |

## Cờ của các tỉnh
Mỗi tỉnh hiện đại có một lá cờ riêng biệt, thường gặp nhất là một thiết kế đa giác hai màu được cách điệu đặc biệt (mon), được kết hợp với các chữ cái của hệ thống chữ viết Nhật Bản. Một đặc điểm khác biệt của những lá cờ này là chúng sử dụng một bảng màu không thường thấy trong các lá cờ, bao gồm cam, tía, xanh berin và nâu.
Một số tỉnh cũng có cờ thay thế chính thức được gọi là "cờ biểu tượng" (symbol flag) (シンボル旗). Chúng có thể được sử dụng vào các dịp không chính thức. Những lá cờ biểu tượng nổi tiếng bao gồm lá cờ được sử dụng ở Tokyo.
| Cờ | Tỉnh      | Mã địa lý | Mô tả |
| -- | --------- | --------- | --- |
|    | Aichi     | JP-23     | Mẫu tự hiragana cách điệu của あいち (Aichi). Biểu tượng cũng thể hiện mặt trời mọc và sóng để chỉ vị trí của Aichi quay mặt về phía Thái Bình Dương. |
|    | Akita     | JP-05     | Mẫu tự katakana cách điệu của ア (a), âm tiết đầu tiên của "Akita". |
|    | Aomori    | JP-02     | Bản đồ cách điệu của tỉnh. |
|    | Chiba     | JP-12     | Mẫu tự katakana cách điệu của チバ (Chiba). Màu xanh đại diện cho hy vọng và tiến bộ, màu vàng cho hoa chính thức của tỉnh, cải dầu. |
|    | Ehime     | JP-38     | Màu vàng đại diện cho hạnh phúc, màu xanh lá cây cho sự bình yên và màu trắng cho sự đơn giản và thanh khiết. Mon đại diện cho hoa của cây cam, loài hoa chính thức của tỉnh. |
|    | Fukui     | JP-18     | Mẫu tự katakana cách điệu của フクイ (Fukui). Biểu tượng đại diện cho sự hòa hợp và hợp tác của mỗi người. |
|    | Fukuoka   | JP-40     | Mẫu tự hiragana cách điệu của ふく (fuku). Nó cũng đại diện cho ume (cây mơ), loài hoa của tỉnh. |
|    | Fukushima | JP-07     | Mẫu tự hiragana cách điệu của ふ (fu). |
|    | Gifu      | JP-21     | Mẫu tự kanji cách điệu của 岐 (gi). Biểu tượng thể hiện sự bình an và hòa hợp. Màu xanh lá cây tượng trưng cho tự nhiên của Gifu. |
|    | Gunma     | JP-10     | Mẫu tự kanji cách điệu của 群 (gun) và ba lưỡi liềm đại diện cho ba ngọn núi Núi Akagi, Núi Haruna và Núi Myōgi. Màu tím được chọn là màu tinh tế phù hợp với sự thừa kế văn hóa của Gunma. |
|    | Hiroshima | JP-34     | Mẫu tự katakana cách điệu của ヒ (hi). |
|    | Hokkaidō  | JP-01     | Một ngôi sao bảy cánh đại diện cho hy vọng và phát triển. Màu xanh đại diện cho biển và bầu trời của Hokkaidō, màu đỏ cho năng lượng của người dân và màu trắng cho ánh sáng và tuyết. |
|    | Hyōgo     | JP-28     | Mẫu tự kanji cách điệu của 兵 (hyō). Nó cũng đại diện cho bản đồ được cách điệu của quận, đối mặt với Biển nội địa Seto và Biển Nhật Bản. |
|    | Ibaraki   | JP-08     | Hoa hồng - loài hoa của tỉnh - trên nền xanh. Màu xanh đại diện cho Thái Bình Dương và Núi Tsukuba. |
|    | Ishikawa  | JP-17     | Biểu tượng mon là một dạng cách điệu của tên gọi bằng kanji, 石川 (Ishikawa). Nó cũng đại diện cho bản đồ cách điệu của tỉnh. |
|    | Iwate     | JP-03     | Mẫu tự kanji cách điệu của 岩 (iwa) tượng trưng cho sự tiến bộ tiên tiến. |
|    | Kagawa    | JP-37     | Mẫu tự katakana cách điệu và được quay một chút của カ (ka). Nó cũng đại diện cho các ngọn núi, cũng như lá của cây ô liu, loài cây của tỉnh. |
|    | Kagoshima | JP-46     | Bản đồ cách điệu của tỉnh, với Sakurajima ở trung tâm. |
|    | Karafuto  | Không có  | Mẫu tự kanji cách điệu của 太 (futo) dưới dạng ba lá và quả của cây bạch mã 樺 (kaba), tạo thành tên ghép 樺太 (Karafuto). Sử dụng trong 1911–1945; khu vực này hiện là một phần của Nga. |
|    | Kanagawa  | JP-14     | Mẫu tự kanji cách điệu của 神 (ka). Các màu chính thức của Nhật Bản được lựa chọn do cảng biển Yokohama, từ lâu được sử dụng như một cửa ngõ chính vào Nhật Bản, được đặt trong khu vực tỉnh này. |
|    | Kōchi     | JP-39     | Mẫu tự hiragana cách điệu của とさ (Tosa), tên của đơn vị hành chính trước đó. Biểu tượng mon cũng kết hợp với một chữ コ (ko) trong katakana được xoay 90 độ. |
|    | Kumamoto  | JP-43     | Mẫu tự katakana cách điệu của ク (ku). Nó cũng đại diện cho bản đồ cách điệu của Kyūshū. |
|    | Kyoto     | JP-26     | Mẫu tự kanji cách điệu của 京 (kyō). |
|    | Mie       | JP-24     | Mẫu tự hiragana cách điệu của み (mi). Vòng tròn cũng tượng trưng cho ngọc trai được nuôi giống trong tỉnh. |
|    | Miyagi    | JP-04     | Mẫu tự hiragana cách điệu của み (mi). Nó cũng đại diện cho miyaginohagi (lespedeza), loài hoa của tỉnh. |
|    | Miyazaki  | JP-45     | Mẫu tự katakana cách điệu của ミ (mi). |
|    | Nagano    | JP-20     | Cờ màu cam với biểu tượng mon màu trắng gần sát cán cờ. Biểu tượng mon là một mẫu tự katakana cách điệu của ナ (na). Nó cũng đại diện cho những ngọn núi phản chiếu trên một hồ nước. |
|    | Nagasaki  | JP-42     | Dạng cách điệu của chữ cái N. Nó cũng tượng trưng cho chim bồ câu, biểu tượng của hòa bình. Có hai phiên bản, một với tên tỉnh viết bằng kanji, một cái khác không có. Cả hai đều là cờ chính thức. |
|    | Nara      | JP-29     | Mẫu tự katakana cách điệu của ナ (na). |
|    | Niigata   | JP-15     | Biểu tượng ở phần trên lá cờ là một mẫu tự kanji cách điệu của 新 (nii) đại diện cho Niigata, trong khi nửa trái của vòng tròn là một mẫu tự katakana cách điệu của ガ (ga) và bên phải là タ (ta). |
|    | Ōita      | JP-44     | Ba mẫu tự kanji cách điệu của 大 (ō). Mỗi mẫu tự kanji cũng đại diện cho một con chim bay, và toàn bộ biểu tượng tượng trưng cho mặt trời. Có hai phiên bản, một với tên tỉnh viết bằng kanji, một cái khác không có. Cả hai đều là cờ chính thức. |
|    | Okayama   | JP-33     | Mẫu tự kanji cách điệu của 岡 (oka). Phiên bản đơn giản sử dụng biểu tượng màu trắng thay vì màu vàng. |
|    | Okinawa   | JP-47     | Chữ O màu trắng nằm trong đĩa màu đỏ trên nền trắng. |
|    | Ōsaka     | JP-27     | Màu xanh đại diện cho sự sạch sẽ, tươi mát và trí tuệ và cũng đại diện cho bầu trời và biển, do thành phố Ōsaka có cả sân bay và cảng biển. Màu xanh cũng tượng trưng cho biệt danh Thành phố nước của Ōsaka, do có nhiều con sông và tiếp giáp với hai vùng biển. Biểu tượng mon đại diện cho hoa bầu, biểu tượng của Toyotomi Hideyoshi. Các vòng tròn cũng biểu trưng cho chữ O. |
|    | Saga      | JP-41     | Biểu tượng mon là hoa quế của Nhật Bản, loài hoa của tỉnh. |
|    | Saitama   | JP-11     | Mười sáu biểu tượng magatama (hạt trang trí) đại diện cho mặt trời cũng như sự phát triển và sức mạnh. Magatama được tìm thấy ở Sakitama Kofun (lăng mộ cổ đại), Gyōda, nguồn gốc tên gọi của tỉnh. Màu trắng đại diện cho sự tinh khiết và tình bạn. |
|    | Shiga     | JP-25     | Mẫu tự katakana cách điệu của シガ (Shiga). Vòng tròn ở giữa thể hiện cho Hồ Biwa. |
|    | Shimane   | JP-32     | Bốn mẫu tự katakana cách điệu của マ (ma). Trong tiếng Nhật, "số bốn" là shi. |
|    | Shizuoka  | JP-22     | Bản đồ cách điệu của tỉnh và Núi Phú Sĩ. Màu xanh đại diện cho bầu trời và Thái Bình Dương và màu cam cho ánh sáng mặt trời, niềm đam mê và sự thống nhất của người dân. |
|    | Tochigi   | JP-09     | Mẫu tự kanji cách điệu của 栃 (tochi) và 木 (gi) với ba mũi tên. Lá cờ đại diện cho sự cải tiến và chuyển động tích cực. |
|    | Tokushima | JP-36     | Mẫu tự hiragana cách điệu của とく (toku). Nó cũng tượng trưng cho một con chim đang bay. |
|    | Tokyo     | JP-13     | Mặt trời tượng trưng cho thành phố Tokyo đang phát triển. Đây là cờ chính thức cho "vùng đô thị", được sử dụng trong các dịp chính thức. Xem Huy hiệu của Tokyo để biết thêm chi tiết. |
|    | Tokyo     | JP-13     | Biểu tượng ở trung tâm bao gồm ba cung tròn kết hợp để thể hiện một lá bạch quả và tượng trưng cho chữ T của Tokyo. Đây là "cờ biểu tượng" chính thức, được sử dụng thường xuyên hơn lá cờ bên trên. Xem Huy hiệu của Tokyo để biết thêm chi tiết. Biểu tượng này cũng được sử dụng là biểu trưng cho hệ thống tàu điện ngầm Tokyo.                                                 |
|    | Tottori   | JP-31     | Biểu tượng đại diện cho mẫu tự hiragana と (to) và một chú chim (tori) để tạo một cụm ghép Tottori. |
|    | Toyama    | JP-16     | Biểu tượng đại diện cho mẫu tự hiragana と (to) và hai ngọn núi (yama) để tạo một cụm ghép Toyama. It also represents Mount Tateyama. |
|    | Wakayama  | JP-30     | Mẫu tự katakana cách điệu của ワ (wa). |
|    | Yamagata  | JP-06     | �Ba ngọn núi (yama). Dạng này cũng đại diện cho dòng chảy của Sông Mogami chảy qua Yamagata. Màu xanh đại diện cho ước vọng hòa bình và lý tưởng, màu trắng cho tuyết và sự tinh khiết của con người. |
|    | Yamaguchi | JP-35     | Mẫu tự kanji cách điệu của 山口 (Yamaguchi). Biểu tượng tượng trưng cho một chú chim bay về phía mặt trời và đại diện cho sự hợp tác và tiến bộ của con người. |
|    | Yamanashi | JP-19     | Mẫu tự kanji cách điệu của 山 (yama) ở trung tâm Núi Phú Sĩ. Màu tím tượng trưng cho nho, một sản phẩm phổ biến của Yamanashi. |

## Cờ của đơn vị hành chính cấp hạt
Hầu hết đơn vị hành chính cấp hạt đều có những lá cờ riêng biệt. Giống như các lá cờ của tỉnh, hầu hết chúng đều có một biểu tượng đa giác hai màu được cách điệu đặc biệt, thường kết hợp các ký tự tiếng Nhật.